# Aizsargi

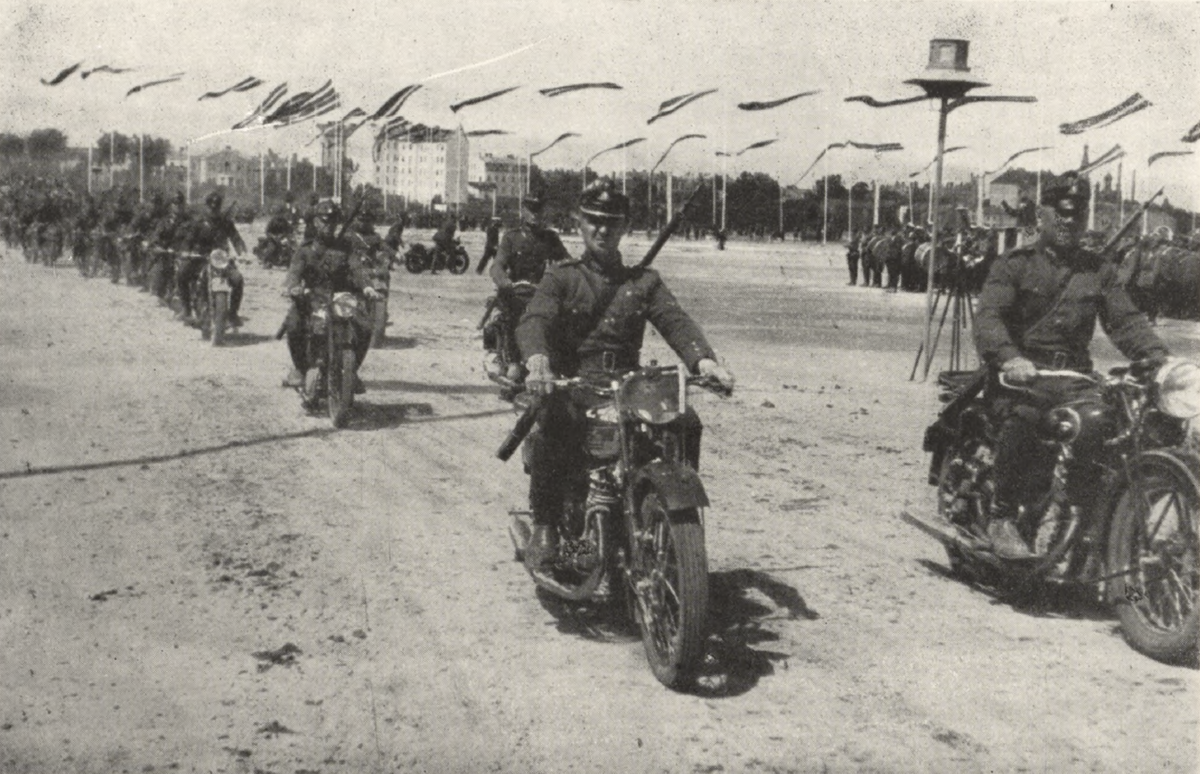
Aizsargi auf Motorrädern während des 20-jährigen Jubiläums im Jahr 1939

Aizsargi (deutsch: Heimwehr, wörtlich etwa Wächter, Hüter) waren eine paramilitärische Miliz bzw. die Nationalgarde der Republik Lettland während der ersten Unabhängigkeit von 1919 bis 1940.

## Geschichte
Die Organisation wurde am 20. März 1919 im Lettischen Unabhängigkeitskrieg gegründet, um Freiwillige für Wach- und Ordnungsdienste im rückwärtigen Frontbereich zu gewinnen. Beitreten konnte jeder loyale männliche lettische Bürger zwischen 18 und 60 Jahren ohne Vorstrafen. Nach der Kriegszeit wurden die Aizsargi nach dem Vorbild der finnischen Suojeluskunta als Armeereserve umorganisiert, erweiterten ihr Arbeitsfeld und gründeten Frauen- und Jugendabteilungen. Bis 1940 war die Organisation auf 31.766 Soldaten in 19 Regimentern angewachsen. Außerdem waren 14.810 Frauen und 14.000 Jugendliche eingeschrieben. Die Teilnehmer waren hauptsächlich Landbewohner und bildeten eine der Hauptstützen des Regimes von Kārlis Ulmanis nach 1934.
Eine der ersten Maßnahmen der sowjetischen Okkupationsmacht 1940 war die Liquidierung der Aizsargi. Etwa 80 % der Offiziere, 2.200 Personen, wurden verhaftet. Ehemalige Aizsargi waren im Deutsch-Sowjetischen Krieg als Partisanen aktiv, kollaborierten später mit der deutschen Besatzungsmacht und versuchten die Organisation wiederzubeleben. Im heutigen Lettland existiert mit der Zemessardze eine ähnliche Organisation.